# 阿波罗15号在月表的活动
阿波罗15号月球表面活动（Apollo 15 lunar surface operations）是指1971年7月30日至8月2日期间，阿波罗15号指令长大卫·斯科特和登月舱驾驶员詹姆斯·艾尔文首次使用月球车，从位于哈德利月溪附近的亚平宁山脉基地着陆点出发，对周边地区进行的三次巡游探索。

他们在18.5小时中，从"猎鹰号"登月舱周边区采集了77（170磅）的月表岩石。

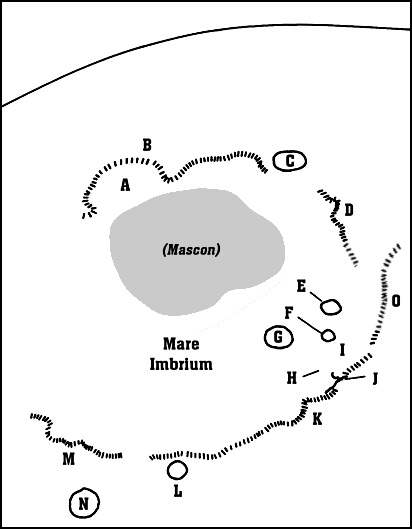
雨海地图，阿波罗15号登陆点被标注为"J"。

## 着陆
在104小时30分钟12秒后，猎鹰号登月舱下降发动机点火，前26秒发动机燃烧功率为10%，以让制导计算机调整推力方向对准登月舱质心，然后，艾尔文在确认中止制导系统（AGS）通过主制导和导航系统发出的高度和下降速率指标后 ，将推力提升至100%。
3分钟后，计算机翻转登月舱，使窗口背离月表，以便着陆雷达获取地表数据。 随后，斯科特提醒高度和速度灯已打开，表明计算机已在接收雷达数据。点火6分钟后，登月舱已位于月表上方30000英尺（9000米）处。
在任务控制中心，飞控主管得知跟踪数据显示登月舱将在目标着陆点以南3000英尺（900米）处着陆。 虽然原先他并不打算告诉船员，但指令舱宇航通讯员艾德加·米切尔说服了他。在此期间，斯科特试图透过窗户查看到地面。他认为只要看到哈德利·德尔塔山，就可以着陆了，但他没看到曾在模拟器中所见到的月溪。

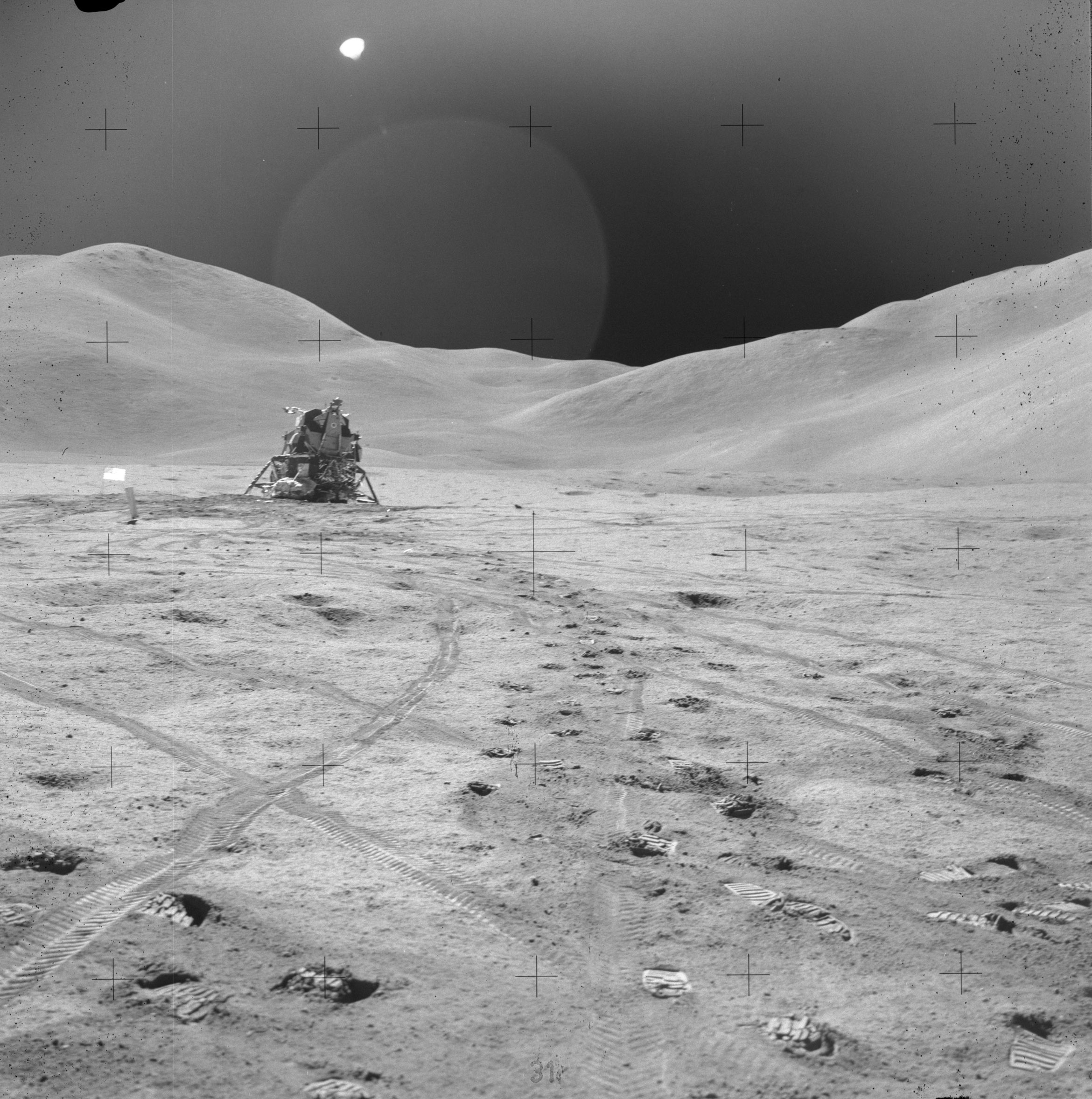
位于哈德利平原上的“猎鹰号”登月舱，艾尔文从第三次舱外活动部署的阿波罗月球表面实验包处拍摄了这幅照片，显示了明显倾斜的登月舱。

发动机燃烧9分10秒后，计算机启动第 64 条指令，登月舱向前倾斜，宇航员们可以看到地了。利用窗口划线标记和艾尔文给出的角度数据，斯科特找到了计算机预定的着陆点位置，然后手动操纵控制器移动到预定位置。 降落过程中他移动了18次，总共向上移动了338米（1110英尺）、向北移动409米（1341英尺）。
斯科特面临的主要问题是能掌握到的地貌细节非常少，该地点最好的照片分辨率只有66英尺（20米），而且还被光电分析仪过度增强。主要问题是过高估计了陨坑的深度，使得它们在太阳直射下难以看清。幸运的是，他能看到四座陨石坑：马太，马可，路加和指示坑（之所以被称为指示坑，而不叫”约翰坑“是由于麦达琳·默里·欧黑，一位直言不讳的无神论者曾起诉美国宇航局宇航员在阿波罗8号任务期间朗读《创世记》，虽然这一案件她被判败诉，但美国航空航天局在接下来的飞行任务中要求宇航员不要在太空公开议论关于宗教的问题）。
艾尔文开始读取高度、下降速率和预计着陆点数据，在400英尺（120米），计算机切换至用于着陆段的第 66 条指令。从现在起，要靠斯科特手动飞行，艾尔文也停止读取预定着陆点数据。抵达120英尺（37米）时斯科特说，他已激起了一些尘埃，在抵达60和50英尺（18到15米）之间时，窗外景色已完全被灰尘遮弊。
艾尔文随后通报接触灯已亮，表明登月舱脚上的一个着陆探测器已经触地。斯科特立即切断发动机，他担心加长的引擎罩可能会碰触到地面，导致废气回流到发动机中。据估计，他们接触月表时的速度为6.8英尺/秒（2米/秒），快于以前的任务两倍。几秒钟后，斯科特通知地面：“好了，休斯敦，猎鹰已降落在哈德利平原”。登月舱约向左倾斜了10度，比可允许的最大倾角少5°。它落在一座陨坑的边沿上，使引擎罩受到损伤，另一条支撑腿伸入在陨坑内。实际位于目标着陆点以北约600米，以西约175米处，但由于有了月球车，这一点影响并不大。

## 出舱准备

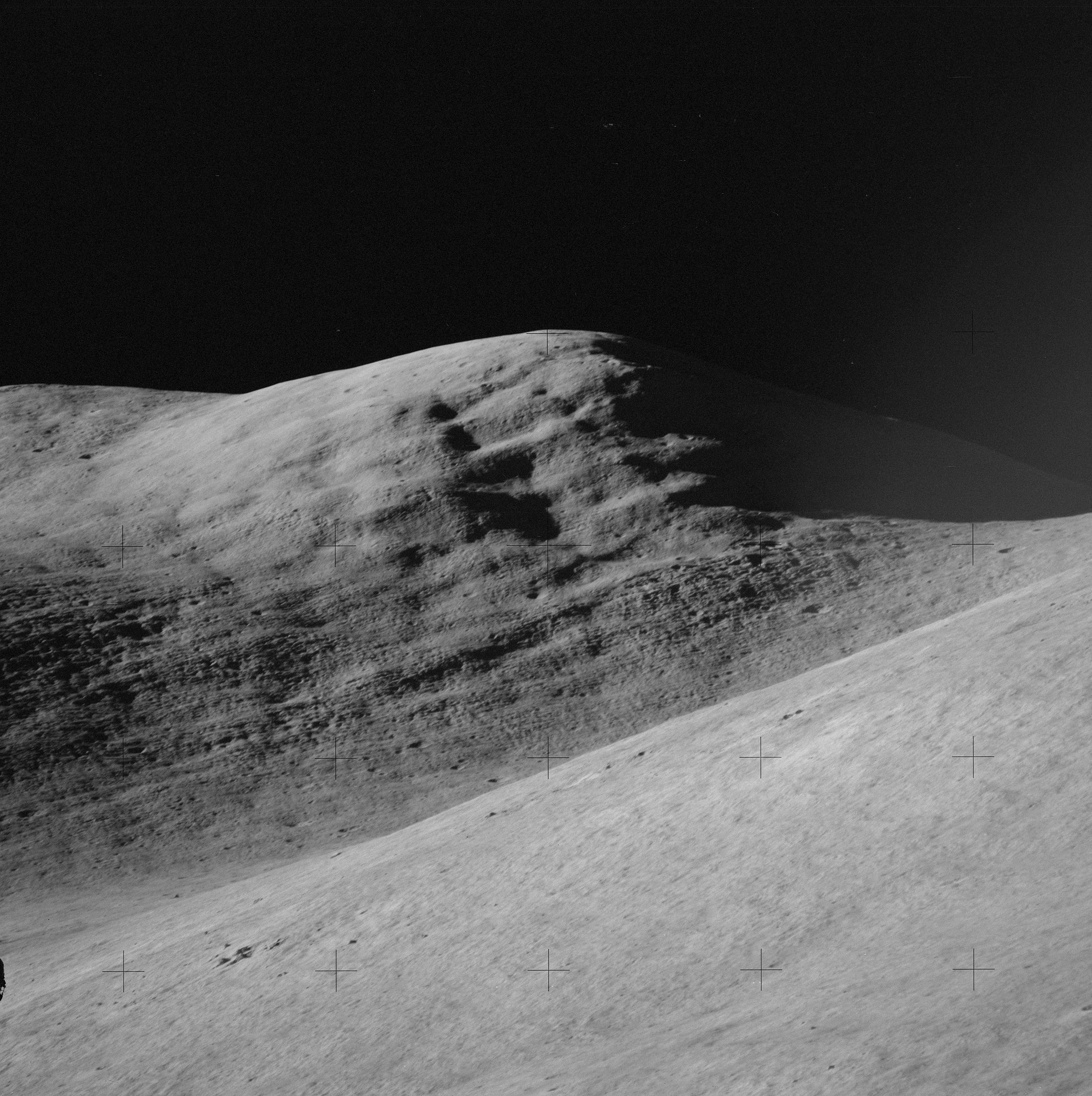
从长焦镜头中所看到西尔弗高地，它是以美国地质学家利昂·西尔弗的名字命名。

在首次冒险外出之前，斯科特和艾尔文理应睡会觉。两人都意识到为了在七小时的舱外活动中达到最佳状态，他们必须先休息下，但斯科特也知道，在外出探险前该先了解一下调查区的环境。因此，他说服任务规划者让他们在第一次睡觉前先准备一下即将启动的舱外活动。本次任务事先在登月舱上提供了一个稳定的平台，用于使用首次在任务中携带的500毫米长焦镜头相机。为了能搭载在登月舱上，该相机被全力减重，减轻的重量以磅来计算。
着陆后两小时，他们对登月舱进行减压，并打开顶舱盖和对接机构。然后，斯科特站在上升引擎盖上，把头伸到外面，环顾四周。斯科特很熟悉这一地区，曾耗费数月时间研究该地区的地图，能轻松辨认出哈德利山、哈德利·德尔塔山、斯旺岭（Swan Range）、西尔弗高地（Silver Spur）、班尼特山（Bennett Hill）、305 山和北部综合体。
斯科特的首要任务是使用60毫米镜头相机拍摄该区域22幅立体全景图，然后用长焦镜头拍摄他感兴趣的目标，再用60毫米镜头拍摄该区域的彩色全景图。
地球雷达观测给人的印象是该地区覆盖有让月球车无法通过的大巨石，但斯科特在附近没看到有什么大于6到8英寸（15到20厘米）的东西，接下来他描述了所看到的周边地貌特征，基本上这就是该地区的总体环境，确保没有什么大的意外，他可以不用再顾虑接下来月球车的使用了。在打开舱门30分钟后，斯科特回到舱中，关闭舱门并重新加压。

## 第一次舱外活动

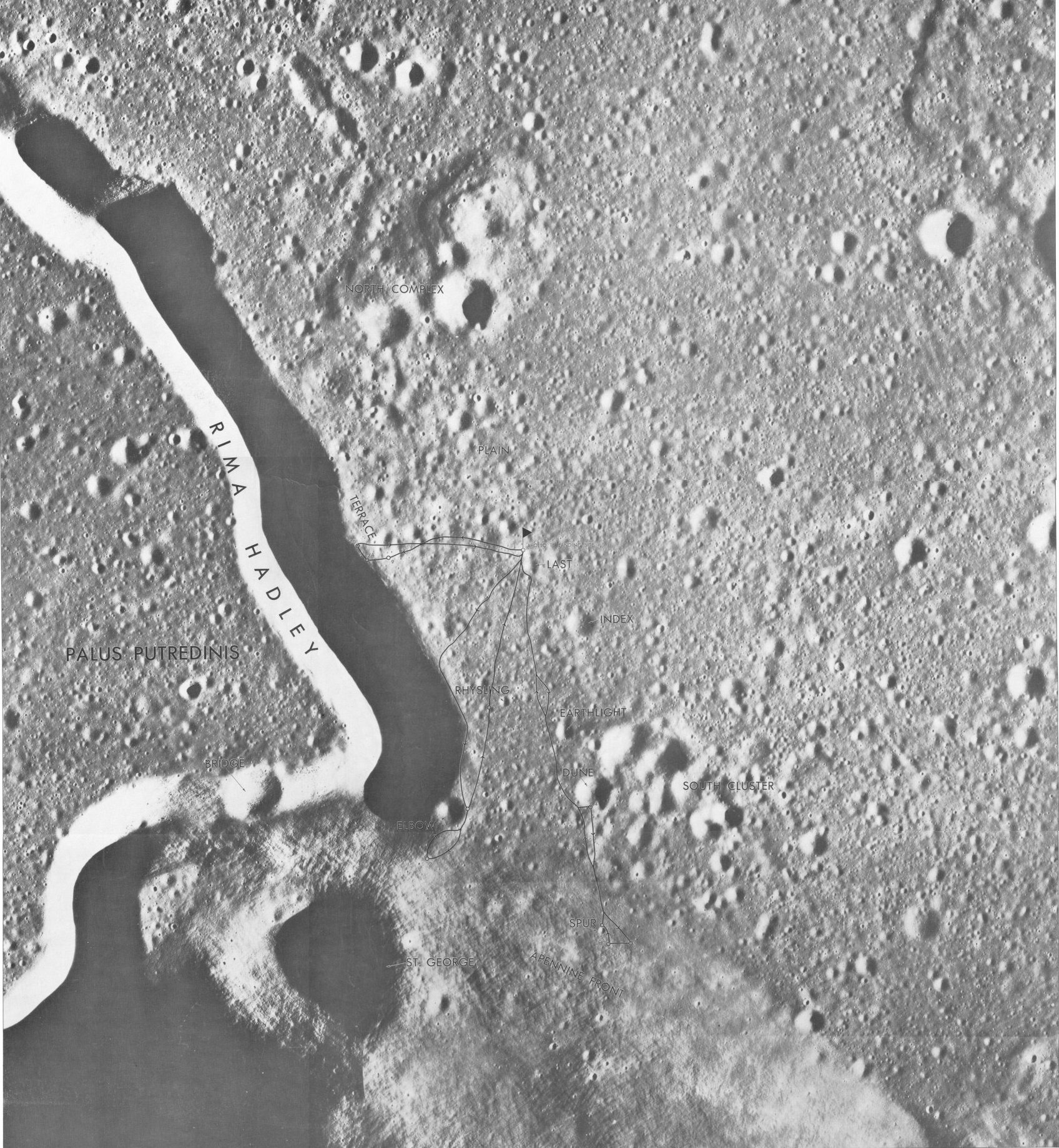
阿波罗15号任务期间，大卫·斯科特和詹姆斯·艾尔文在月表的行程路线。

在宇航员睡眠期间，任务控制中心关注到，登月舱下降段内的氧气罐压力在缓慢下降。为了在夜间节省电力，登月舱在低数据率遥测流上运行，因此任务控制中心无法准确说明原因，也不愿意唤醒宇航员而是等待他们醒来。
最后，飞控主管彼得·弗兰克决定提前一小时叫醒船员，并回到高数据率遥测状态。他们发现，即使容器被封盖，尿液传输装置的阀门也是打开的。在95磅(43千克)氧气中总共有8磅(3.6千克)已泄露，大约为总贮备量的一半左右。斯科特和艾尔文在事后的技术报告中陈述，一旦发现泄漏，地面任务控制中心就应该唤醒他们。
一旦他们醒来，就决定开始第一次在月表的舱外活动任务。就像阿波罗飞船中的一切一样，这是一个复杂的过程。他们不仅需要舱室准备，还要穿上太空服。二位宇航员是首批在位于约翰坑中的阿波罗15号上睡觉，而不是呆在太空服里的宇航员。直至四小时后，任务控制中心才开始对登月舱减压。
当斯科特成为第七位踏上月表之人时，他说道：
当我站在未知、奇观的哈德利这里时，我意识到我们的本性中有一个基本的真理。人类必须探索，这就是至高无上的探索。
在检查过登月舱后，斯科特开始卸下安装在登月舱侧面的模块化设备装载组件（MESA）和携带的阿波罗电视摄像机、样本袋、电池、用于太空服的二氧化碳洗涤器以及宇航员在太空舱外所需的其他设备。斯科特在舱外约七分钟后，艾尔文也踏上了月表。

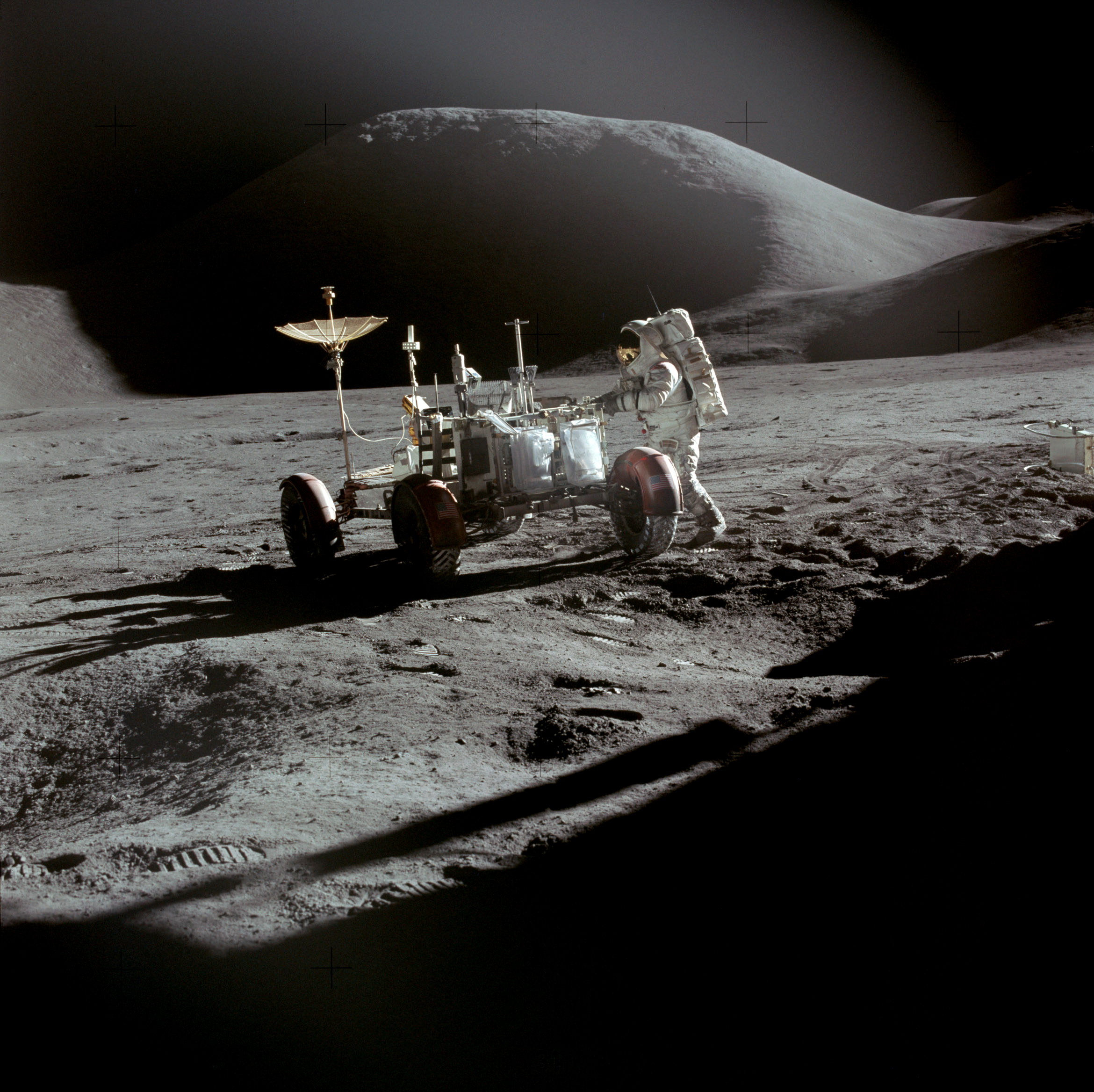
第一次舱外活动结束时，艾尔文正在月球车旁工作。

艾尔文的首项任务是收集一块应急月岩样本，这是突发紧急情况下收集的，所谓紧急情况也就是突然不得不在几分钟内离开月表。在此情况下，有一块应急样本意味着宇航不们会空手而归。 然而，这种应急样本并无多大价值，因为，着陆点周围的地面已受到登月舱下降引擎的扰动。
当斯科特将电视摄像机安装在三脚架上后，任务控制中心就可以看到月球车的部署了。他和艾尔文二人拉动两根系索开始了这一过程，他们释放了月球车并让它在铰链上下滑。就这样，月球车开始展现。起初由于登月舱所处的角度，他们遇到了一些麻烦，但在几分钟之内它几乎就已被放到了地面。
斯科特进行了第一次试驾，将它开到登月舱周围。测试了月球车前后转向，斯科特发现，只有后轮转向起作用（神秘的前转向将在第二次舱外活动时才开始工作）。其他的困难之事主要是宇航服在坐下时不能大幅度弯曲。在地球训练时，他们的体重会迫使太空服服贴，但在月球上，他们最终只能斜靠在座位上。除了转向之外，没有其他问题，宇航员们开始登上月球车进行第一次地质探寻。
宇航员的行程不能超出便携式生命支持系统（PLSS）中剩余氧气所支持的距离，所以他们越早出发，走的就越远。他们将前往行程的最远点，然后返回来工作。 在第一次舱外活动中，他们将取道哈德利月溪前往哈德利·德尔塔山基地。他们的首个目标是被称为肘弯坑的陨石坑，之所以这样称呼，是因为它坐落在月溪的一拐弯处。第一次舱外活动也完成了一项重要任务，就是弄清楚了他们降落的位置。 月球车携带了一部可计算出已知点距离和方向的导航系统。通过行驶到已知点来进行校准。
斯科特以9公里/小时（6英里/小时）的速度行驶，根据地面情况减速，但由于月球车底盘较低且月表粗糙不平，宇航员似乎觉得速度很快。由于不知道着陆点的确切位置和很难熟悉的地图。在整个行程中，宇航员难以确定他们的位置，但他们记住了为这次首航选择的路径，那就是沿月溪一侧开车，很难会错过目标。
抵达肘弯坑后，艾尔文的首要任务是拍摄该地点的全景图。同时，斯科特将月球车的S波段天线对准地球。这可让任务控制中心操控电视摄像机。埃德·芬德尔 （Ed Fendell）负责控制和自主操纵摄影机，所以在后台的地质学家可以看到该地点，并在后台记录宇航员所做的一切地质工作。当宇航员采集到一块样本时，他们会在卡片上注明其编号、位置和说明。

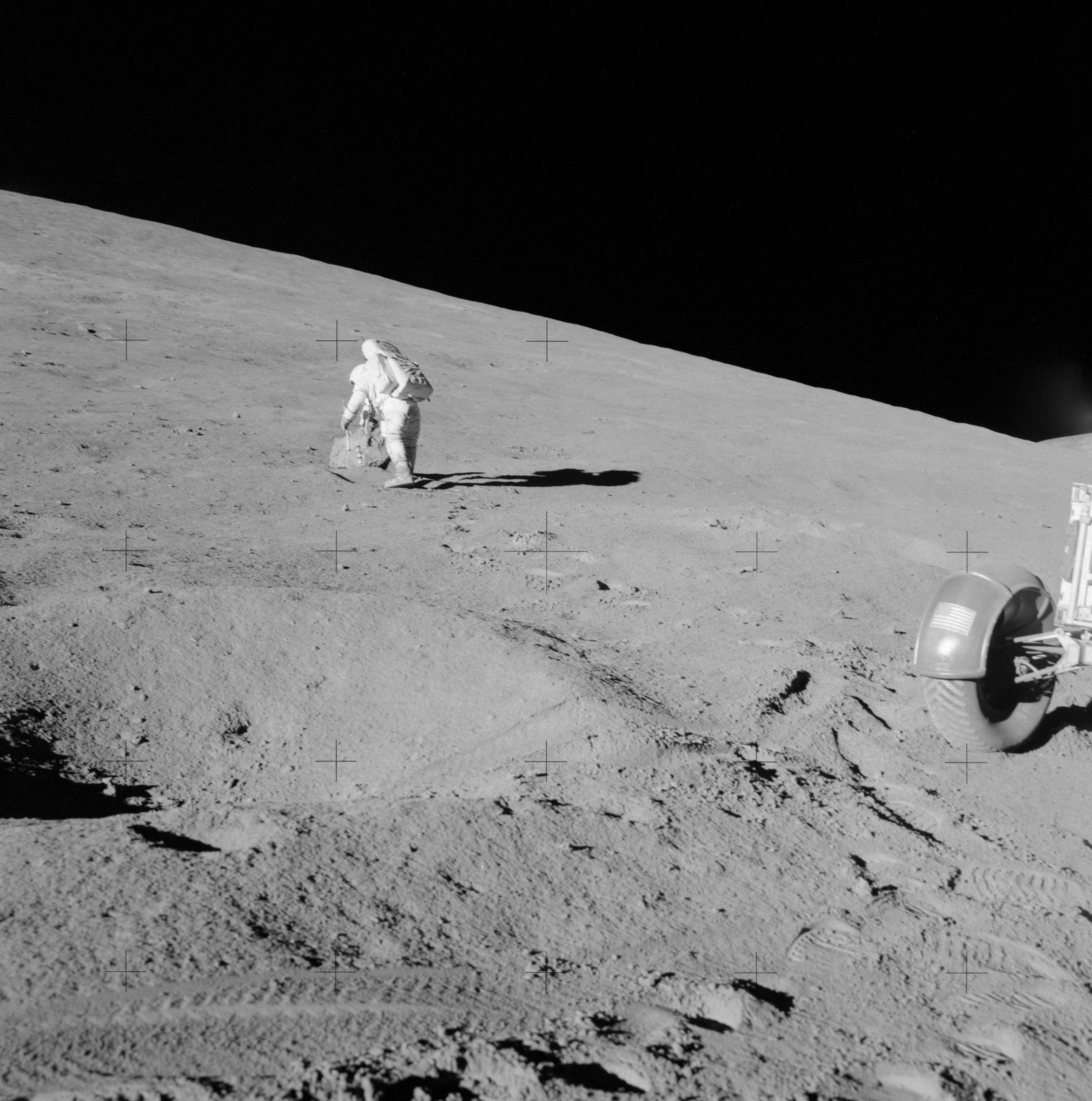
大卫·斯科特在2号站俯身在岩石上，前景是直径6米的陨坑。

斯科特和艾尔文对陨坑采用径向取样方式，从坑口边缘以直线方式采集距离越来越远的月岩。在收集和放入编号袋前，每块样品都在左侧放置光电校准十字针进行了拍照。不到10分钟，他们就收集了四块岩石样本，然后转往2号科考点—圣乔治坑。
肘弯坑以南500米是近3公里宽的圣乔治坑，该陨坑是第一次舱外活动的主要目标，因此，计划在那呆45分钟的时间。飞行计划要求他们利用收集陨坑内外喷出物的方式调查哈德利·德尔塔山的内部。但当他们靠近时发现那里并没有喷出物，所以决定不去扰动圣乔治坑的边缘，而来到一座裸露了一块巨石的6米宽陨坑边。

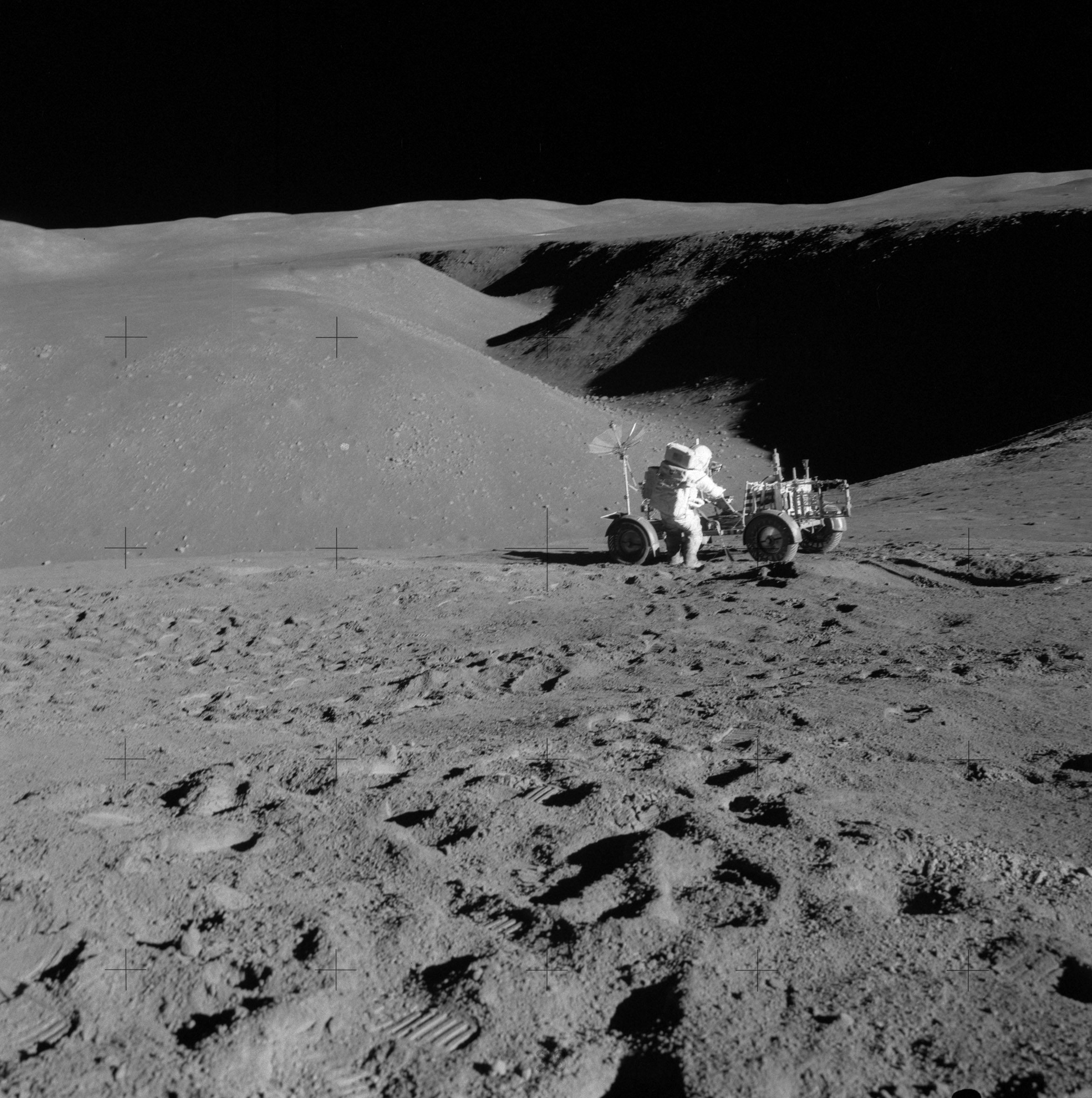
艾尔文获取双岩芯处，展示了月溪朝向西北的画面。斯科特位于月球车上，地表上的指时针位于他的右脚旁。

他们停留在的那块岩石约长5英尺（1.5米）。 岩石越大，它在该区域形成的可能性就越大，而非被撞击抛射过来的。 起先，他们在岩石底部采集了些月壤样本，然后从山坡的一个小凹坊又收集了另一些月土壤。 斯科特讲，在此之后，他们想把岩石翻转过来并采集它下面土壤，但几经尝试后没成功，他们设法从岩石止取了些碎屑。在《月球上的人》一书中，”安德鲁·蔡金“（Andrew Chaikin）写道，美国地质调查局的戴尔·杰克逊那晚在休斯敦与一些宇航员共进晚餐，并愉快地宣称：“他们什么都做了，除了他妈的那块石头”。该地区其他的样本用一把特制的、齿间距1厘米的耙子，从表岩屑收集的小卵石。在2科考点的最后一项任务是获取一块岩芯样本，这是用锤子将一根管子敲入地面来完成的。
任务控制中心宣布，由于时间的限制，原本要在一座叫”流陨坑“作停留的计划现已取消。于是宇航员登上了月球车，开车回经肘弯坑，然后前往登月舱。在一座名叫押韵坑的陨坑前约125米处，斯科特发现了一大块突出在月表上的囊泡玄武岩。他不想就离开那，便停下了车。在此停留不是原计划内的，所以他只是告诉任务控制中心他的安全带松动了，但他飞快地下了月球车，跑到岩石旁，用照片中用来校准的收集钳，取下一块岩样后回到月球车上。在此时间里，艾尔文通过描述周围陨坑来分散任务控制中心的注意力，直到样品盒回到地球，停留的事才被发现。囊泡玄武岩就是15016号样本 （页面存档备份，存于），它有时被称为”安全带玄武岩“。
返回猎鹰号舱后，斯科特和艾尔文着手部署阿波罗月球表面实验包（ALSEP）。斯科特将为热流实验钻孔，并放入探头，而艾尔文则设置其余设备。ALSEP 由被动地震实验装置、月表磁强计、太阳风分光计、超热离子探测器、冷阴极测量实验装置、月球尘埃探测器和热流实验装置组成。不包含在ALSEP中，而由艾尔文部署的是月球激光测距实验（LRRR）和太阳风成分实验装置。ALSEP 设备通过电缆连接到由放射性同位素热电机供电的中央科考点。
斯科特在月表钻孔时遇到了很大麻烦，前40厘米很容易，但从那时起就变得越来越困难。在到达1.6米，原计划的一半深度后，就再不能往下，任务控制中心告诉他只需放置探头，然后开始钻下一个洞。但极大力矩已锁定了卡盘，这意味着必须用扳手来释放它，这进一步拖延了他的时间。在结束任务控制中心称之为“一天”并让他们返回登月舱前，他只能将第二个洞钻进地下1米。
他们在外面呆了6个半小时，回到登月舱后机组人员急需得到休息。由于水袋不起作用，艾尔文已超过七小时没有液体，身体发生脱水。

## 第二次舱外活动
第二次舱外活动的目标仍是再次登上哈德利·德尔塔山，但宇航员们选择了前一天所走路线东边一条更直接线的路，以每小时5.5英里（9公里/小时）的速度顺利地穿过平原。为省出更多的时间来为热流实验装置钻孔，这天到访第一站（4号科考点）-位于南部坑群西侧边缘的沙丘坑计划被取消，但他们会在返回登月舱的途中短暂探查该陨坑。
在西尔弗高地进行了一次导航后，他们开始沿哈德利·德尔塔山脚行驶1.9英里（3公里）前往被称作”亚平宁边界“的5号科考点。斯科特发现周围环境几乎没变化，他判定边界处也不会有什么不同，所以决定不去边界5号科考点，就停留在哈德利·德尔塔山一处坡度约10度、高320英尺（100米），距圣乔治坑1.9英里（3公里）的地方，这里被定为6号科考点。 

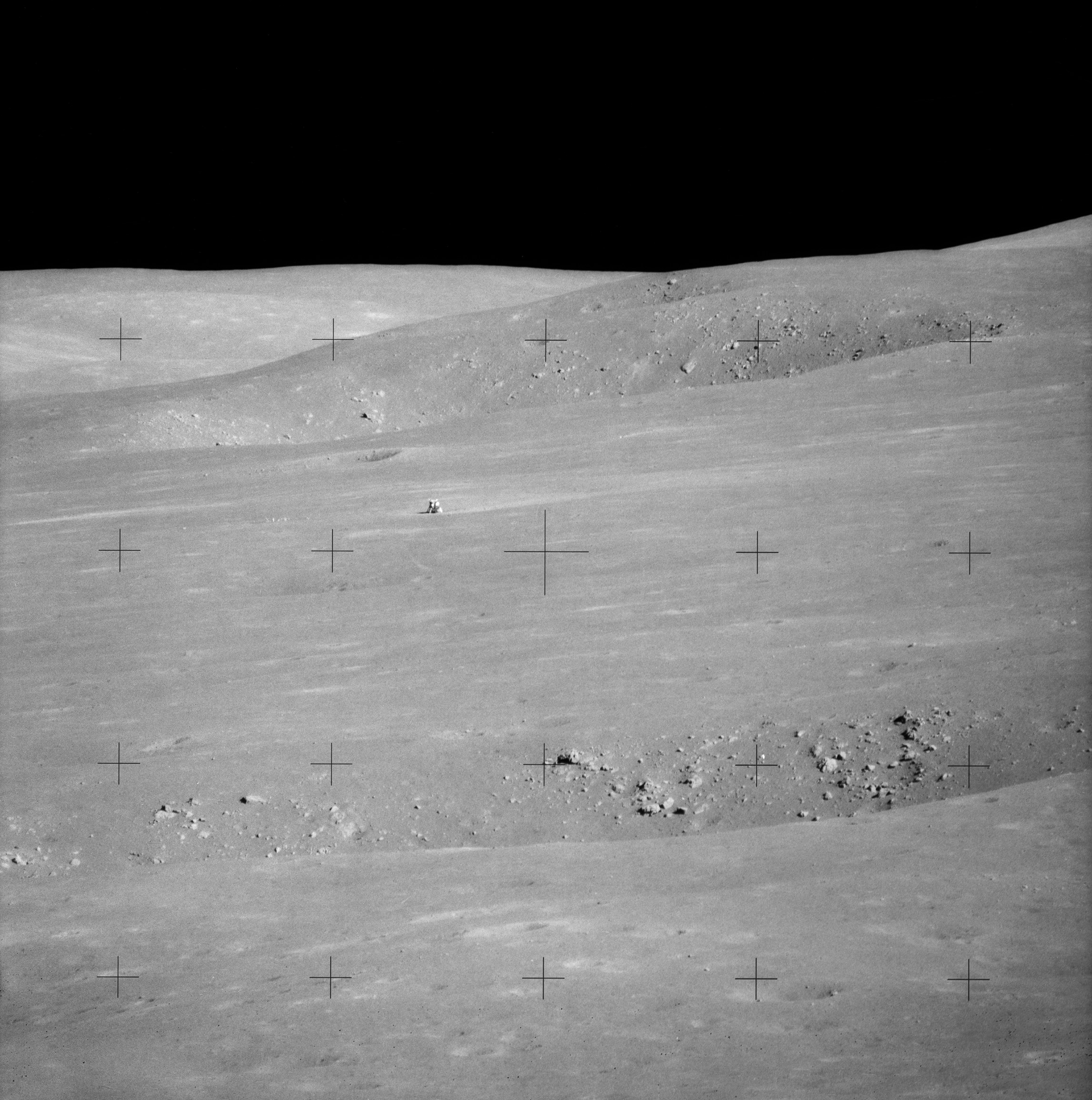
第二次舱外活动中从6号科考点用500毫米长焦镜头拍摄的猎鹰号登月舱，登月舱的左边是月球表面实验包放置处，画面近处是沙丘坑，登月舱后面是北部综合体。

他们首先在一座直径为1米,看上去很新的陨坑中进行了取样，这里是一座直径3米，更古老陨石坑边缘的一部分。从月球车停放处他们采集了更多的样品，大部分都为角砾岩，但确实也发现了一种斑状玄武岩。 
斯科特决定走进附近一座最大，直径40英尺（12米）的陨坑中。他要到里面去取样，但发现这里的大部分岩石都太大。这时任务控制中心通知，要他们挖一条沟槽来研究土力学并采集一块岩芯样本。艾尔文挖出了一条沟，斯科特进行了拍照，然后从坑内提取了岩芯样本。
回到月球车上后，他们立即驱车650英尺（200米）来到一块10英尺（3米）长的大石旁。在月球山坡上行走，即使很短距离也很耗费时间，但有了月球车就快多了。由于现山坡坡度增至15度，为防止月球车蹓下山坡，一人必须始终呆在车上。随着时间的推移，斯科特确认到艾尔文先前所看到岩石的绿色调，是来自氧化镁。
重新上车后，他们又驶向直径320英尺（100米）、深66英尺（20米）的斯珀坑。到达陨坑边缘时，他们看到了一种含白色纹理的小碎屑。起初，艾尔文认为他踢起了一些绿色月壤，但斯科特发现这只是由金头盔的遮阳板反射引起的错觉。
就在那时，他们看到了整个阿波罗计划中收集到的最著名月岩样本—15415号岩样，或被媒体称为“创世石”。它首先看起来像一块部分结晶的岩石，但更接近时他们意识到它几乎是一块纯斜长石，这意味着它就是斜长岩。最初他们以为发现了一块月球原始地壳，但后来的分析表明岩石的地质龄只有41±1亿年，比月球本身还年青，是月球地壳凝固后才形成的。但它仍然是一块非常古老的，形成于早雨海世时代的样本。
随着时间的流逝，返程时间越益迫近，地质实验室决定让宇航员从那里收集尽可能多的小碎片。艾尔文曾想提取一块大角砾岩，但由于在15415号样本上花了太多的时间，留在此地的时间已近不足，他们还取了一些耙样，从表岩屑中筛选出了78块碎片。只剩下三分钟了，他们必须离开，临行前艾尔文用他的铲子敲击一块大岩石，沿它的一条断裂线砸碎了它，他们收集的该碎块将是本次登月任务中收集的第二大样本。
他们返回猎鹰号舱的线路基本上与来程一样，经过南方坑群和沙丘坑时，斯科特决定停下来收集一些样本。宇航通讯员约瑟夫·艾伦提醒他们，只能在此呆10分钟。艾尔文的相机在拍摄该区域全景照后卡住了，迫使斯科特承担了所有剩下的拍摄记录任务。他们快速采集样本，包括从沙丘坑边缘的大型玄武岩巨石中提取样本。
回到登月舱后，斯科特开始为热流实验装置钻探另一个孔，艾尔文则在阿波罗月球表面实验包放置处周围手动采集了一些岩心样本。同上一天一样，钻头继续卡住，无法进一步下钻。斯科特可以拨出钻头清理上面的凹槽，然后再让钻头利用自重前进几厘米。然而，该做法会导致钻头折断，这意味着斯科特没意识到他实际正在地表下制造一个新障碍物。当他尝试放入探头时，它们只下去了3英尺（1米）。事后的分析发现钻头设计存在缺陷，钻头上的凹槽太靠近连接杆的接合处。
土壤力学实验是通过挖掘沟槽，用贯入仪测量表岩屑的强度。斯科特同时也想在此次操作中取得更深的岩芯样本，于是他开始钻探，当钻头到达2.4米处时，斯科特认为足够了，该深度已远大于热流探头的要求，提取岩芯样本的主要原因，也是不想次日浪费时间再来取，他开始拨出钻头，设法得到了20多厘米的岩芯，但随后无法再钻得更深。
这天的最后一项任务是树起一面美国国旗，一天下来他们总共在登月舱外呆了7小时12分钟。

## 第三次舱外活动
一夜过后，任务控制中心取消了到北部综合体的行程，节省的时间将用于提取更深的岩芯样本。尽管对此感到恼火，但斯科特明白，虽然他是任务指令长，但也是整个团队中的一员，任务科学家已认定岩芯样本比到北部综合体取样更重要。

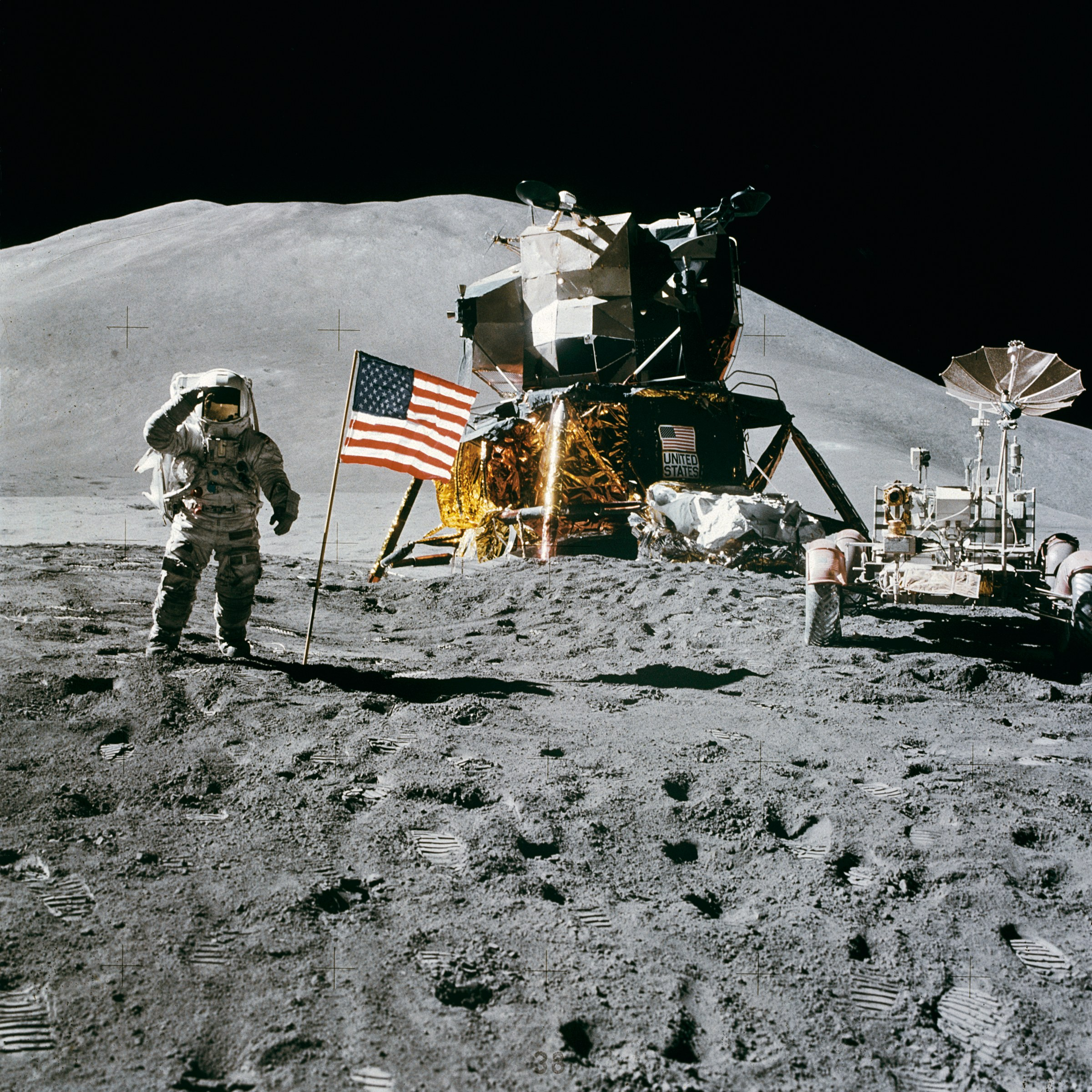
吉米·艾尔文在向美国国旗致敬

在出发前往阿波罗月球表面实验包（ALSEP）放置点前，二位宇航员拍摄了一些与国旗在一起的日常宣传照。
回到岩芯钻探取样，斯科特和艾尔文一起抓住钻头，试图把它拔出来，他们用训练时缓慢而稳当的方式，设法把它从地里弄出来。几经努力，终于拨出地面。当他们要拆开钻干时，又发现一把安装在月球车上的虎钳装反了。斯科特此时已对这一费时的样本越来越烦，他曾说：“你打算要在这个钻头上耗费多少小时，乔？”
在分析该岩芯样本时发现，卵石集中度和密度变化很大。沿7.9英尺（2.4米）长的样本上，分布有50多个不同的层，厚度从0.2到8.2英寸（0.5到21厘米）不等。特别令人感兴趣的是岩芯样本最深部分位于月表下太深，以至于宇宙射线都不能穿透，这意味着它们没有受到最近的宇宙射线活动影响。 
月球车的电视摄像机又出故障了，任何试图向上或向下的移动都会让它倒下，使它的镜头毫无意义地指向地面，需要宇航员重新固定它。 
在为地球上的工程师们制作了一部驾驶月球车的16毫米胶片电影后，他们前往最后一次舱外活动的主目标地-哈德利月溪。途中，他们停下来拍摄了疑似在附近形成了一座陨石坑的岩石，但没时间下车对它取样。
他们抵达一座直径50英尺（15米）的陨坑旁，靠近他们原来的目标坑-斯卡普坑（Scarp）。 斯科特决定在那里停下来，因为它符合斯卡普坑的原初情况，即从月溪附近收集到碎片。 在拍完区域全景照后，斯科特捡起一些样本，发现它们质地极软。 据认为，他们所在的周边地区是有史来宇航员到过的最年轻的区域。
他们继续往前行驶到月溪，阿波罗15号的目标之一是采集月溪中裸露在原始位置上的基岩样本。在以前的任务中，收集的玄武岩都是通过撞击抛射出来的。当艾尔文拍摄全景图时， 斯科特用500毫米长焦镜头对大约0.6英里（1公里）外的月溪远端进行成像。他们查看了月溪崖壁上的地质分层，这有助于地质学家们弄清填满凋沼的熔岩流是一次性或还是逐次溢入的。
艾尔文开始收集放射样本，他发现了一块无法带回地球的巨大长条形岩石。由于周边地区的坡度，他看到了月溪边缘下的一些基岩，似乎位于他们的上方。他们走到一座直径10英尺（3米）的陨坑旁，并捡取了被抛出的1米大小的岩石。

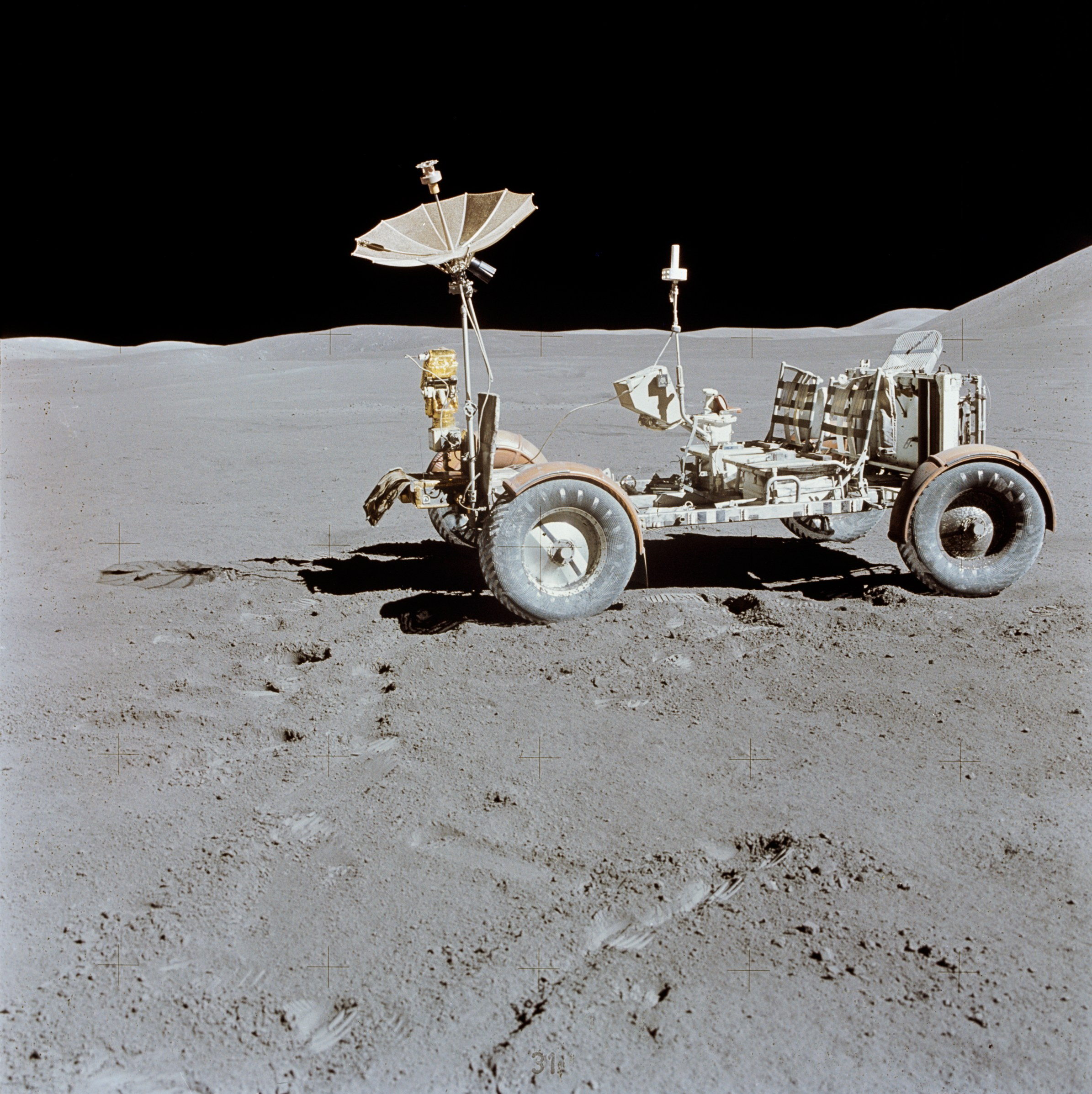
阿波罗15号最后一次舱外活动结束后，月球车被丢弃在月表上的位置。

又到再次启程的时间了，但地质实验室认为因提取真正的基岩而放弃的另一采样点，为他们提供了更多的时间。因此，让他们往下行至月溪最边缘处，采样了一块7英尺（2米）的岩石。回到月球车，他们提取了另一块耙样和岩芯样本。然后斯科特决定取样一块多孔粗粒玄武岩，他打算带走整块足球一样的岩石，后被称为“大斯科特石”，这块21磅（9.6公斤）的月岩是阿波罗15号带回的最大样本（15555号岩样）。他们继续前进到任务的最后一站，10号科考点。由于所剩时间不多，他们能做的就是拍摄这座直径200英尺（60米）的陨石坑照片。
一旦回到登月舱，还有一件事等着斯科特去做：
好，在我的左手中有一根羽毛；在我的右手中有一把锤子。我想我们今天来到这里的原因之一是因为很久以前一位叫伽利略的绅士，他在物体坠落试验中得到了一个相当重大的发现，而且我们认为在那里而不是在月球会更好地确认他的发现。 因此，我们认为我们也应在这里为您做一次试验。对于我们的猎鹰号登月舱来说，羽毛恰好是猎鹰的羽毛。我会在这里落下它们，希望它俩能同时到达地面。
做完试验后，斯科特最后一次驾驶月球车来到距离登月舱300英尺（90米）的地方，以便车上的电视摄像机能拍摄到飞船升空。他在手动控制器上放了一本袖珍版《圣经》，然后步行约20英尺（6米）到一处小洼地，在那里插入了一块匾牌，上面刻有14位已牺牲的美苏知名宇航员名字（当时苏联另两名宇航员的死亡尚未公开 - 瓦连京·瓦西里耶维奇·邦达连科和格里高里·格里戈里耶维奇·内勒波夫），另外，他还放置了一座“倒下的宇航员”雕像。
他们在登月舱外呆了4小时50分钟。

## 地质科考点平面图
这些地图都来自《阿波罗15号初步科考报告》中，稍作编辑。所有的符号中，X指示样本位置；5位数字代表LRL的样本数量；矩形表示月球车（小圆点是指电视摄像机）；黑块是大岩石，虚线代表陨石坑环或其他地形特征，而三角形是科考点全景图。

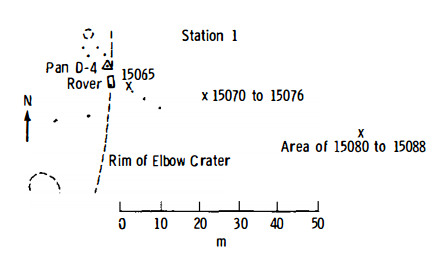
1号科考点 (肘弯坑)
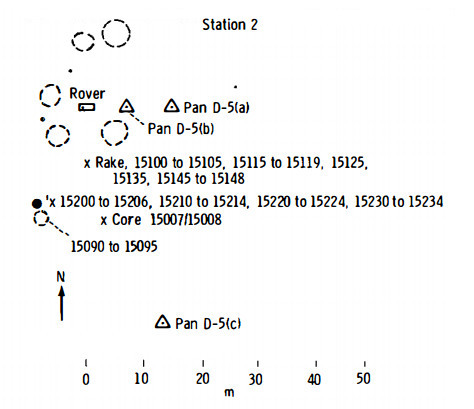
2号科考点 (圣乔治坑附近)
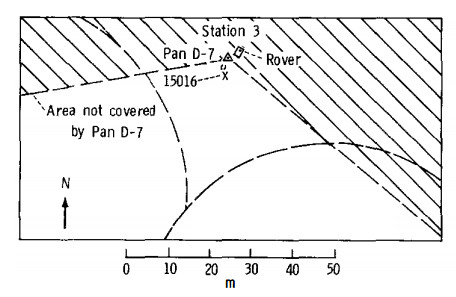
3号科考点 (押韵坑附近)
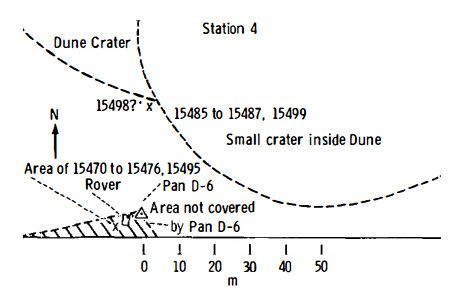
4号科考点 (沙丘坑)
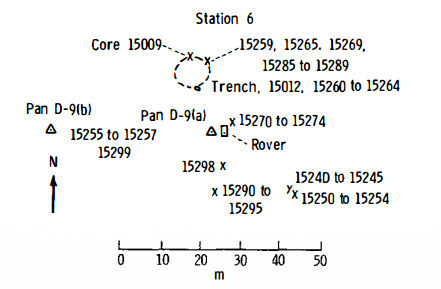
6号科考点 (斯珀坑附近)
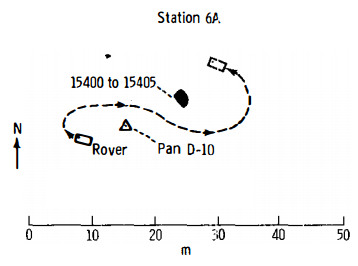
6A号科考点 (斯珀坑附近)
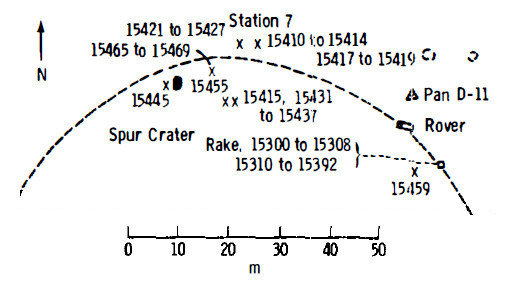
7号科考点 (斯珀坑) 猎鹰号登月舱着陆点/阿波罗月球表面实包装置
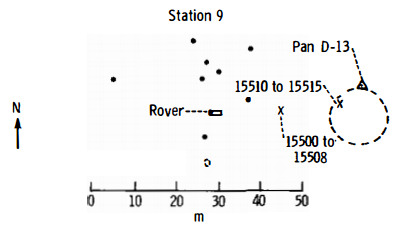
9号科考点 (哈德利月溪)
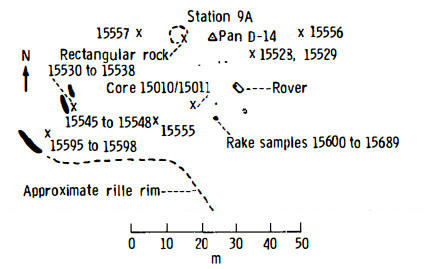
9A号科考点 (哈德利月溪)
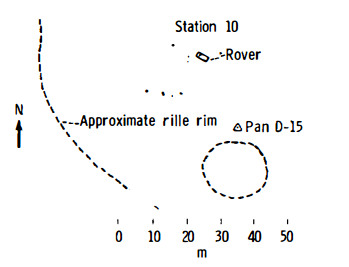
10号科考点 (哈德利月溪)

## 视频
- 从登月舱宇航员眼中看到的降落哈德利月溪过程，大约从5000英尺高处开始。
- 驾驶月球车的16毫米电影
- 斯科特证明伽利略是正确的
- 从月球车上的电视摄像机看到的登月舱升空
- 从登月舱看到的飞离月球